# Boully
Boully este o comună din departamentul Ould Yengé, Regiunea Guidimakha, Mauritania, cu o populație de 19.000 locuitori.